# 송필만
송필만(宋必滿, 1890년~1978년 7월 15일)은 대한민국의 독립운동가, 법학자, 정치인이다. 한민당의 창당멤버였으며 신익희, 윤보선, 조병옥 등과 함께 민주당 구파의 한사람으로 활동했다.

## 생애
정칙중학교를 거쳐 일본 주오 대학 법과를 졸업하고 미국 아메리칸 대학에서 수학하였다.
1919년 연희전문학교 교수를 맡았고 1923년 한국독립동지회 중앙부 총무로 태평양잡지를 발행하였다. 1923년 3월 유학을 목적으로 미국으로 건너가 1927년 미국 서남대학을 졸업하고 1928년 미국대학에서 학위를 받았다. 해방이 되자 국민대회 준비회 조직부장을 역임하고 한국민주당 창당에 원로로서 기여하였으며 한국민주당 충북도당 위원장을 지냈다.
1948년 5월 5.10 단독총선거에 참여하였으며 충청북도 진천군에서 출마하여 당선되었다. 1948년에 제헌 국회의원, 1949년 8월 16일 김상덕, 곽상훈, 이인 등과 반민족행위특별조사위원회를 설치하고 반민특위조사위원이 되었다. 반민특위 부위원장, 민주당 중앙당부 상무위원과 충북도당 위원장을 지냈다. 1960년 제5대 국회의원(참의원)을 지냈다. 민주당 구파의 한 사람으로서, 민주당 분당에 노력하였다.

## 역대 선거 결과
|  | 68.43% |

|  | 17.37% |

|  | 19.37% |

## 참고자료
- 《대한민국 의정총람》, 국회의원총람발간위원회, 1994년
- 송필만 - 대한민국헌정회
- 한국근현대인물자료 (국사편찬위원회)